# یانز یانشا

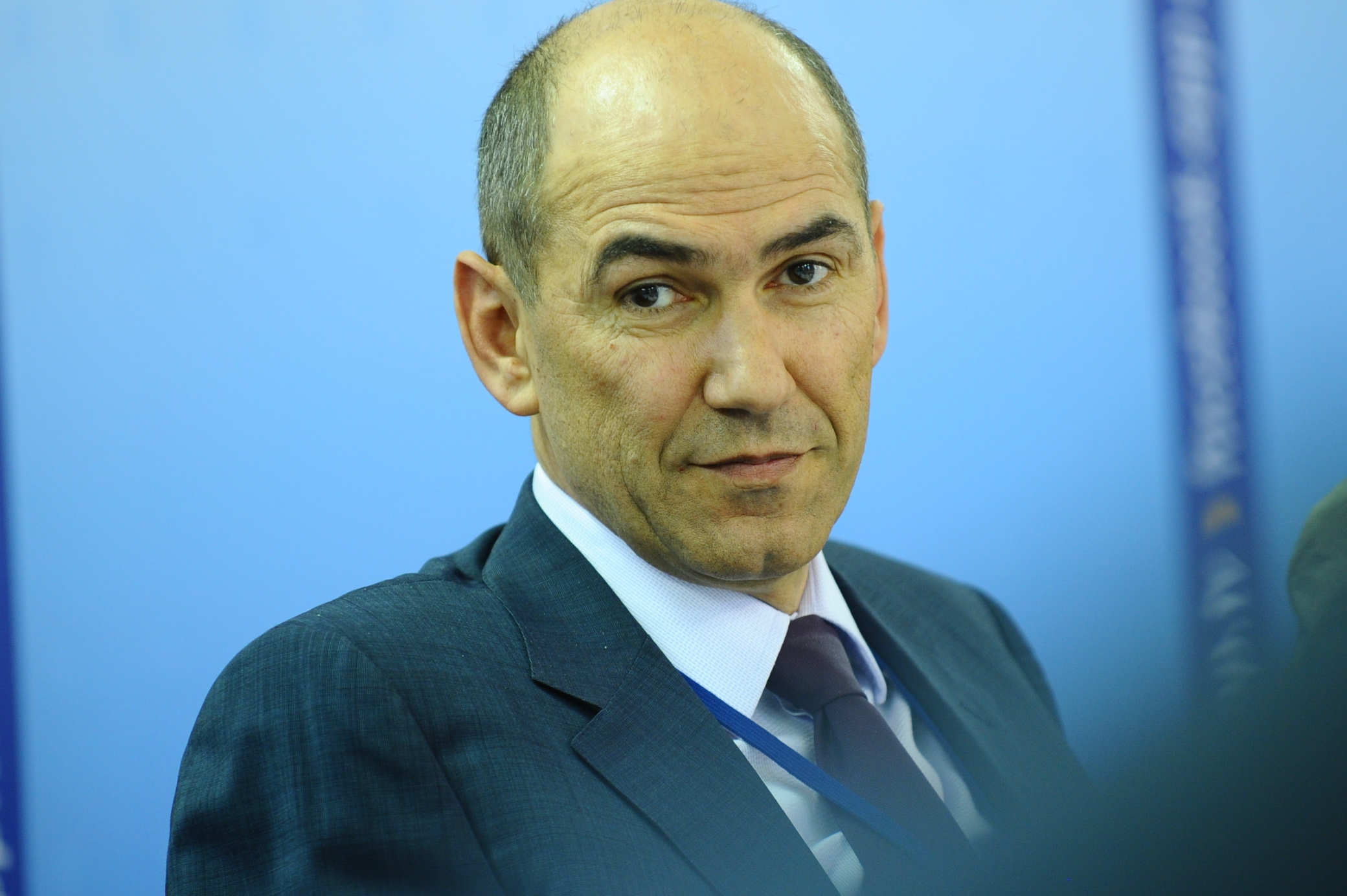
یانز یانشا

ایوان یانشا (زاده ۱۷ سپتامبر ۱۹۵۸) که بیشتر با نام تعمیدی یانِز یانِشا (به اسلونیایی:  Janez Janša) شناخته می‌شود، سیاستمدار اسلوونیایی است که از فوریه ۲۰۱۲ تا مارس ۲۰۱۳ نخست‌وزیر اسلوونی بود.
او همچنین در سال‌های قبل تر به مدت ۴ سال از ۹ نوامبر ۲۰۰۴ تا ۲۱ نوامبر ۲۰۰۸ در پست نخست‌وزیر خدمت کرده‌است و تا سال ۱۹۹۳ رهبری حزب دموکرات اسلوونی را به عهده داشته‌است. یانشا از سال ۱۹۹۰ تا ۱۹۹۴ وزیر دفاع اسلوونی بوده‌است که جنگ استقلال اسلوونی (ژوئن-ژوئیه ۱۹۹۱) در این دوران رخ داد. یانشا دوباره در سال ۲۰۱۲ به وسیله انتخابات پارلمانی اسلوونی که در دسامبر ۲۰۱۱ صورت گرفت به پست نخست‌وزیری رسید. در ۲۷ فوریه ۲۰۱۳ دولت دوم یانشا با رأی عدم اعتماد پارلمان اسلوونی سقوط کرد و رهبر حزب اپوزیسیون اسلوونی مثبت خانم آلنکا براتوشک اقدام به تشکیل یک دولت جدید کرد. یانشا در ۵ ژوئن ۲۰۱۳ به اتهام فساد مالی به دو سال زندان محکوم شد.

## انتخابات پارلمانی
روز یکشنبه ۳ ژوئن ۲۰۱۸ یانز یانشا، به همراه حزب راستگرای دموکراتیک اسلوونی که رهبری آن را به عهده دارد توانست بیشترین کرسی‌ها را در انتخابات پارلمانی کسب کند و ۲۵ کرسی از ۹۰ کرسی پارلمان را بدست آورد ولی از آنجا که این تعداد کرسی برای تشکیل دولت کافی نیست گام بعدی تشکیل یک دولت ائتلافی از احزاب شرکت‌کننده خواهد بود.
انتخاب این حزب نشانگر رشد عوام‌گرایی و مهاجرستیزی بعد از سرازیر شدن سیل مهاجران از خاورمیانه و آفریقا به این کشور می‌باشد.